# Кирил Анев
Кирил Иванов Анев е български скулптор.

## Биография
Роден е на 11 май 1914 г. в Сухиндол. Завършва пред 1956 г. специалност скулптура на ВИИИ „Николай Павлович“ в класа на професор Марко Марков.
Твори скулптурни портрети, както и композиции и паметници на историческа тематика. Сред по-известните му произведения са композицията „Свиждане в Моабит“, изобразяваща Георги Димитров и майка му (1956), портрет на Съба Енева (1957) и Яне Сандански, паметници в с. Чавдарци, Сухиндол, с. Стефан Стамболово, с. Горна Студена, в градовете Севлиево и Габрово.
Участва в множество общи художествени изложби, а самостоятелни изложби прави през 1964, 1969 и 1974 година. Лауреат е на ордените „За народна свобода“ (1969) и „9 септември 1944“ (1974).
Има 3 деца. Синът му Венелин Анев е художник живописец, завършил Художествената академия.
Умира на 30 март 1996 г.